# オゾマトリ
オゾマトリ（Ozomatli）は、アメリカ合衆国・ロサンゼルスを拠点に活動する音楽バンド。1995年結成。バンド名はアステカの舞踏の神に由来。
ラテン・アメリカ音楽界で、ジャムセッションをライブで行うスタイルを特徴としている。年間に数多くのライブをこなし、幾多のゲリラ公演を含めライブを中心とした活動を精力的に行っている。

## 概要
多国籍都市L.Aを象徴するように、日系人を含め様々な人種のメンバーで構成されており、ラテン音楽をベースに、ジャズ、ファンク、ロック、ヒップ・ホップなどのジャンルを融合し生み出されるパーティー要素の高いミクスチャー音楽を奏でる。さらには中近東～北アフリカのイスラム文化圏の音楽にもアプローチするなど、ボーダーレスなワールド・ミュージックのエッセンスを広く追求している。
3rdアルバム『ストリート・サインズ』は、ラテン・グラミー賞と本家グラミー賞をダブル受賞、さらに収録曲の「サタデイ・ナイト」がiPodのCM曲にタイアップされたこともあり世界的に注目を集めた。一方で、ドリュー・バリモア主演の映画「25年目のキス」ではライヴハウス・バンドとして丸ごと一曲出演したことも話題となった。
また、4thアルバム収録の「ラ・ガリーナ」はNHK教育の語学番組「テレビでスペイン語」の冒頭テーマソングに使用された。
2000年のフジロックフェスティバルで初訪日。それ以降も何度か来日しており、日本でも根強い人気を獲得している。 2004年に出演したフジロックでは、深夜の飲食エリアにて突如ゲリラ･ライヴを敢行し、その場に居合わせた一般客を巻き込んで即興のマーチング・パレードを繰り広げた。

## メンバー

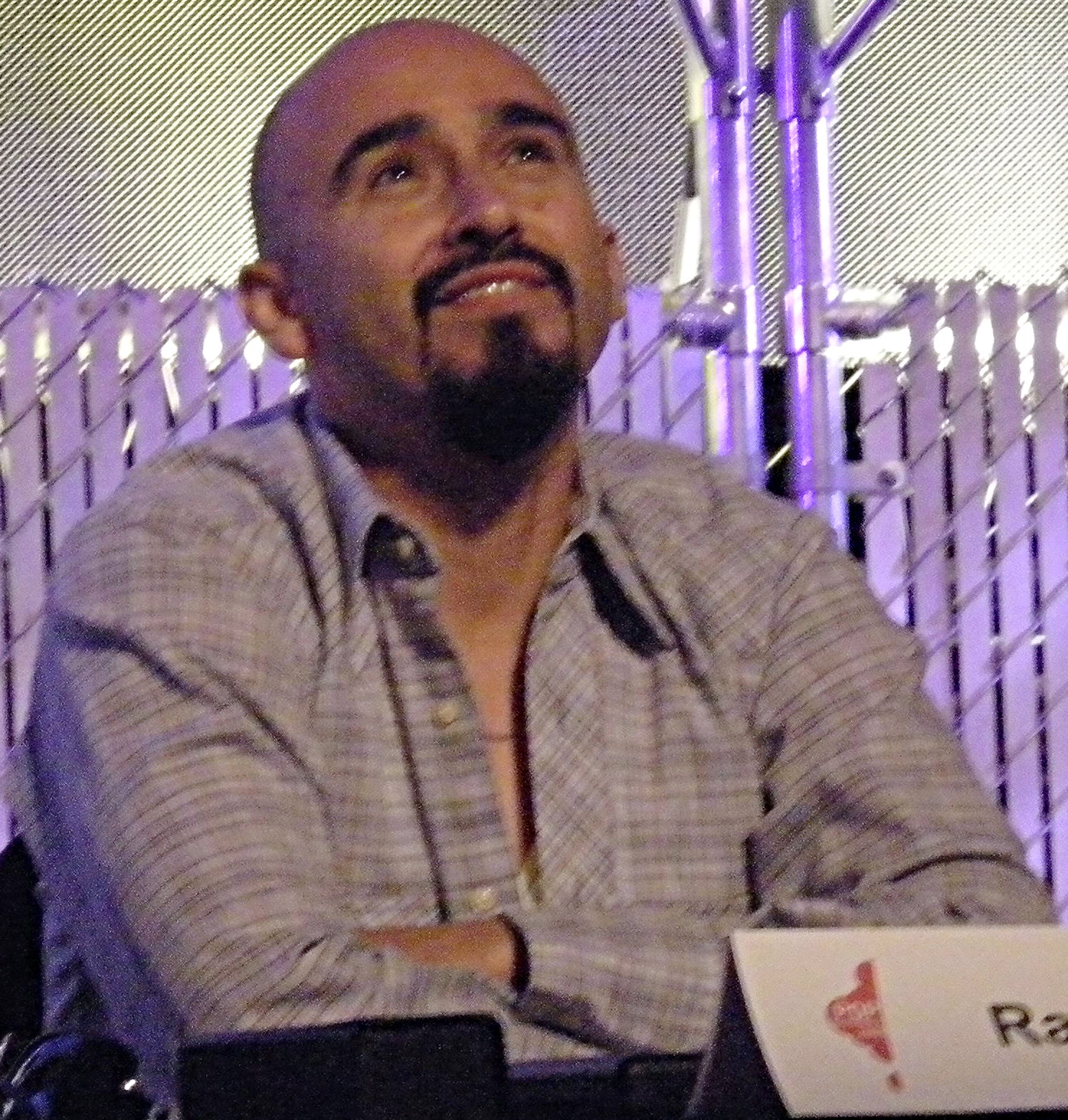
ラウル・パンチェコ

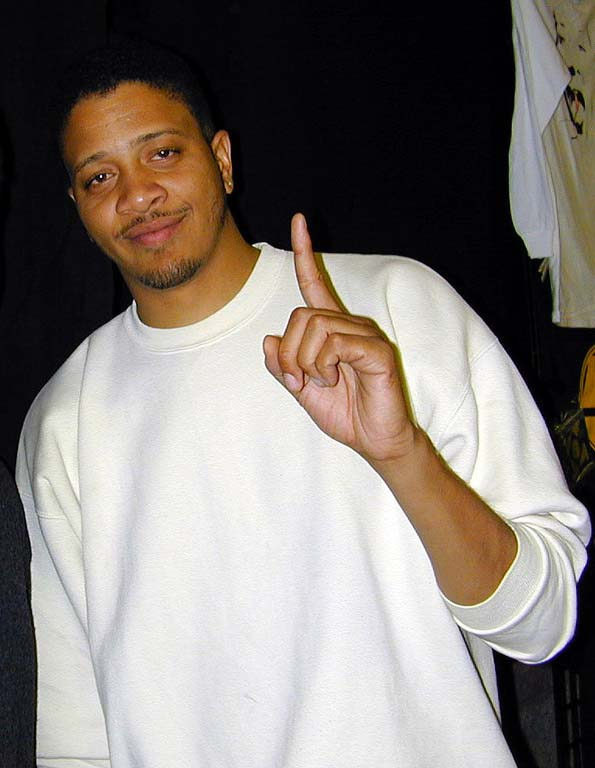
チャリ・ツナ

### 現在のメンバー
- ウィル=ドッグ・アベールズ（Wil-Dog Abers） -  ベース
- ヤマグチ・ジロー（Jiro Yamaguchi） -  パーカッション
- ウリセス・ベーリャ（Ulises Bella） -  サックス、キーボード
- ラウル・パンチェコ（Raúl 'El Bully' Pacheco） -  ギター
- ジャスティン・'エルニーニョ'・ポレー（Justin 'El Niño' Porée） -  MC、パーカッション
- アスドゥル・シエラ（Asdru Sierra） -  トランペット、リード・ヴォーカル
- マリオ・カリーレ（Mario Calire）  - ドラム
- チャリ・ツナ（Chali 2na）  - ラップ・ヴォーカル

### 客演・サポートメンバー
- カット・ケミスト （Cut Chemist）  - ターンテーブル･･1st～2nd期に帯同
- DJスピノビ（Rene 'DJ Spinobi' Dominguez）  - ターンテーブル･･3rd～現在まで帯同
- M.C.ジャブ（M.C. Jabu Smith）  - MC･･3rd～現在まで帯同
- シェーファー・バートン（Sheffer Bruton）  - トロンボーン･･3rd～現在まで帯同

## ディスコグラフィ

### オリジナル・アルバム
- ダンス神（Ozomatli） － (1998年)
- エンブレイス・ザ・カオス（Embrace the Chaos） － (2001年)
- ストリート・サインズ（Street Signs） － (2004年)
- 燃えろ!ドラゴン（Don't Mess with the Dragon） － (2007年)
- ファイアー・アウェイ（Fire Away） － (2010年)
- Ozomatli Presents Ozokidz (2012年)
- Place in the Sun (2014年)
- Non-Stop: Mexico to Jamaica (2017年)

### 編集盤
- ラカミング・アップ EP（Coming Up EP） － 2003年･･･ミニ・アルバム
- ライヴ・アット・ザ・フィルモア（Live at the Fillmore） － 2005年･･･ライヴ・アルバム